# Ronald Matarrita
Ronald Alberto Matarrita Ulate (ur. 9 lipca 1994 w San Ramón) – kostarykański piłkarz występujący na pozycji lewego obrońcy w klubie LD Alajuelense oraz w reprezentacji Kostaryki. Wychowanek Alajuelense. Znalazł się w kadrze na Copa América 2016.